# 8934 Nishimurajun
8934 Nishimurajun este un asteroid din centura principală de asteroizi.

## Descriere
8934 Nishimurajun este un asteroid din centura principală de asteroizi. A fost descoperit pe 10 ianuarie 1997 la Ōizumi de Takao Kobayashi. El prezintă o orbită caracterizată de o semiaxă mare de 3,14 ua, o excentricitate de 0,12 și o înclinație de 12,5° în raport cu ecliptica.